# Sitobion nigrinectarium
Sitobion nigrinectarium är en insektsart som först beskrevs av Theobald 1915.  Sitobion nigrinectarium ingår i släktet Sitobion och familjen långrörsbladlöss. Inga underarter finns listade i Catalogue of Life.